# Baetis lahaulensis
Baetis lahaulensis is een haft uit de familie Baetidae. De wetenschappelijke naam van de soort is voor het eerst geldig gepubliceerd in 1970 door Kaul & Dubey.
De soort komt voor in het Oriëntaals gebied.